# جامعة دي مونكتون
جامعة دي مونكتون هي جامعة عامة في كندا، تأسست عام 1963. تقع في كل من مدن مونكتون، شيباقان،إيدموندستون.

## إحصائيات
يبلغ عدد طلاب الجامعة 5,964 طالب، منهم 683 طالب دراسات عليا.